# 希托蛛屬
希托蛛屬（學名：Hitobia）是亚洲平腹蛛科的一个属，由 T. Kamura 於1992 年首次描述。

## 形態描述
本屬物種如同其他同屬新蛛亞目的複雜生殖器類物種一樣皆有八隻眼，分為前眼列、後眼列兩排各四顆單眼。

## 物種
本屬物種的分類重點在於其外雌器。截至2022年1月，本屬包括21個物種，茲詳列如下：
- 亞洲希托蛛（荷兰语：Hitobia asiatica） Hitobia asiatica（荷兰语：Hitobia asiatica） (Bösenberg & Strand, 1906)——日本[4]
- 格状希托蛛（荷兰语：Hitobia cancellata） Hitobia cancellata（荷兰语：Hitobia cancellata） Yin, Peng, Gong & Kim, 1996——中国湖南、廣東及雲南三省[3]:145-146
- 察隅希托蛛（荷兰语：Hitobia chayuensis） Hitobia chayuensis（荷兰语：Hitobia chayuensis） Song, Zhu & Zhang, 2004——得名於採集地點西藏察隅县[5][3]:146-147
- Hitobia hirtella Wang & Peng, 2014——中緬邊境的高黎贡山[6]；
- Hitobia lamhetaghatensis (Gajbe & Gajbe, 1999)——印度
- Hitobia makotoi Kamura, 2011——中緬邊境的高黎贡山[6]、日本；
- Hitobia meghalayensis (Tikader & Gajbe, 1976)——印度
- 勐龍希托蛛（荷兰语：Hitobia menglong） Hitobia menglong（荷兰语：Hitobia menglong） Song, Zhu & Zhang, 2004——中国[3]
- 山地希托蛛（荷兰语：Hitobia monsta） Hitobia monsta（荷兰语：Hitobia monsta） Yin, Peng, Gong & Kim, 1996——中国[3]
- Hitobia poonaensis (Tikader & Gajbe, 1976)——印度
- Hitobia procula Sankaran & Sebastian, 2018——印度
- Hitobia shaohai Yin & Bao, 2012——中国
- Hitobia shimen Yin & Bao, 2012——中国
- Hitobia singhi (Tikader & Gajbe, 1976)——印度
- 台灣希托蛛 Hitobia taiwanica Zhang, Zhu & Tso, 2009——台湾[7]
- 騰沖希托蛛 Hitobia tengchong Wang & Peng, 2014——見於中緬邊境的高黎贡山[6]；
- Hitobia tenuicincta（荷兰语：Hitobia tenuicincta） (Simon, 1909)——越南
- 單帶希托蛛（荷兰语：Hitobia unifascigera） Hitobia unifascigera（荷兰语：Hitobia unifascigera） (Bösenberg & Strand, 1906)——模式種，見於中国、韩国、日本；
- 八木沼氏希托蛛（荷兰语：Hitobia yaginumai） Hitobia yaginumai（荷兰语：Hitobia yaginumai） Deeleman-Reinhold, 2001[8]——泰国
- 安之輔希托蛛（荷兰语：Hitobia yasunosukei） Hitobia yasunosukei（荷兰语：Hitobia yasunosukei） Kamura, 1992——中国、冲绳[3]
- 雲南希托蛛（荷兰语：Hitobia yunnan） Hitobia yunnan（荷兰语：Hitobia yunnan） Song, Zhu & Zhang, 2004——中国[3]